# 魔兽争霸III：重制版
《魔兽争霸III：重制版》（英語：Warcraft III: Reforged）是一款由暴雪娛樂开发与发行的即时战略游戏，為2002年的《魔獸爭霸III》之復刻版(即remastered，本作在定義上不是remake)，包括《混乱之治》与《冰封王座》的全部剧情。

## 游戏性
《魔兽争霸III: 重制版》保留了原版的游戏玩法，但其开发推动了游戏多人模式的平衡调整。原版客户端的玩家可以通过获得新客户端的访问权限（购买产品后）与重制版的玩家进行互动和游戏。对于拥有经典许可证的玩家，可以免费使用经典画面。与《星际争霸：重制版》类似，它使用原始版本的纹理。 游戏的战役现在有三个难度设置，其中之一是“故事模式”，面向新手。而“困难模式”设置则阻止玩家使用作弊码。

## 剧情
《魔兽争霸III：重制版》与原版游戏剧情一致，只有细节更改。

## 发布
在2018年11月的暴雪嘉年华上，暴雪娱乐宣布《魔兽争霸III：重制版》包括重新建模的人物形象，预计2019年发布。2019年，暴雪嘉年华上发布了游戏的测试版本，测试版仅限于那些参与预购的玩家。2020年1月28日，《魔兽争霸III：重制版》在除中国大陆地区的其他地区正式发布。

## 評價
《魔兽争霸III: 重制版》在Metacritic上获得了“褒贬不一” 的评价。PC Gamer的Fraser Brown总结说，《重制版》在核心方面仍然是一款出色的游戏，但受到了诸如“大规模”用户界面等问题的困扰，以及功能不足和设计不当的困扰。德国杂志GameStar认为，尽管重制版在单人模式方面仍然是一款不错的游戏，但由于未包含承诺的变更和添加，其多人模式的功能要么比以前更差，要么根本不存在。
玩家的反应则非常负面。游戏在发布后就在Metacritic上受到了用户的差评轰炸，一度成为暴雪游戏历史上得分最低的游戏。同样，该游戏在用户评分跌到0.5分（10分满），一度成为该网站上排名最低的游戏之一，许多人批评了重制版没有履行暴雪在发布时承诺的功能，取消了原来存在功能、BUG、对原始游戏用户界面和其他游戏特性的更改，以及一些人认为并未得到足够改进，甚至画面看起来更差。此外由于现有的《魔兽争霸III》与《重制版》共享客户端，所有人的客户端都需要更新到新版本，这意味着许多《重制版》中的更改强制应用在了原版中。此外也有玩家对于暴雪宣布将对《重制版》中所有用户创建的内容拥有所有权、比如用玩家用地图编辑器定制地图的所有权要求感到不满。
2020年2月3日，Polygon报道称，暴雪都将无视游戏时长为所有玩家提供全额退款。次日，暴雪宣布一些技术问题和缺失的功能将在未来的补丁中解决，但坚持不在游戏中制作在2018年BlizzCon展示的剧情动画的决定，因为他们希望“保留原作的精神”。